# Vasstjärnen (Rogsta socken, Hälsingland)
Vasstjärnen är en sjö i Hudiksvalls kommun i Hälsingland och ingår i Harmångersån-Delångersåns kustområde.